# Рыцарь Семи Королевств (Игра престолов)
«Рыцарь Семи Королевств» (англ. A Knight of the Seven Kingdoms) — второй эпизод восьмого сезона фэнтезийного сериала канала HBO «Игра престолов», и 69-й во всём сериале. Сценарий к эпизоду написал Брайан Когман, а режиссёром стал Дэвид Наттер. Премьера эпизода состоялась 21 апреля 2019 года.
Действие эпизода разворачивается полностью в Винтерфелле, и он посвящён приготовлению к битве между живыми и мёртвыми. Эпизод много раз сравнивали с бутылочным эпизодом, хотя он не подходит под определение термина. «Рыцарь Семи Королевств» получил положительные отзывы от критиков, которые похвалили балансирование эпизодом давних персонажей шоу, назвав его одним из лучших эпизодов сериала. Значительную похвалу получила сцена, где Джейме посвящает Бриенну в рыцари, и многие посчитали, что эта сцена мастерски дополняет сюжетные арки обоих персонажей. Это последний эпизод по сценарию Брайана Когмана, давнего сценариста сериала. Гвендолин Кристи (Бриенна Тарт) выдвинула этот эпизод на рассмотрение для своей номинации на премию «Эмми» в категории лучшая женская роль второго плана в драматическом сериале. Николай Костер-Вальдау (Джейме Ланнистер) позже выбрал этот эпизод, чтобы поддержать свою номинацию в категории лучшая мужская роль второго плана в драматическом сериале.
Название ссылается к званию, дарованному Бриенне Тарт после того, как Джейме Ланнистер посвятил её в рыцари, и к одноимённому сборнику рассказов Джорджа Р. Р. Мартина, автора серии романов «Песнь Льда и Огня», на которых основана «Игра престолов».

## Сюжет
Джейме Ланнистер (Николай Костер-Вальдау) предстаёт перед Дейенерис Таргариен (Эмилия Кларк), Сансой Старк (Софи Тёрнер) и Джоном Сноу (Кит Харингтон). Дейенерис и Санса размышляют о судьбе Джейме; он защищает свои действия, так как он служил Дому Ланнистеров, а также говорит, что Серсея (Лина Хиди) солгала и она не пришлёт своё войско. Бриенна (Гвендолин Кристи) ручается за Джейме, а Джон и Санса разрешают Джейме сражаться вместе с ними. Позже Джейме разговаривает с Браном (Айзек Хэмпстед-Райт) в Богороще и извиняется за то, что он пытался убить его, но Бран не держит зла на Джейме. Между тем Дейенерис приходит в ярость, так как Тирион (Питер Динклэйдж) не смог разглядеть ложь Серсеи, и она угрожает лишить его должности Десницы. Джорах (Иэн Глен) наедине разговаривает с Дейенерис и признаётся, что он был огорчён, когда она выбрала Тириона своим Десницей, но он считает, что она сделала правильный выбор.
В кузнице Арья (Мэйси Уильямс) разговаривает с Джендри (Джо Демпси) и начинает расспрашивать его о Белых Ходоках. Санса и Дейенерис пытаются разрядить обстановку между ними, учитывая их взаимную симпатию к Джону, но как только Санса спрашивает, что станет с Севером, когда Дейенерис займёт Железный Трон, Дейенерис не даёт ответа. Разговор прерывается возвращением Теона (Альфи Аллен), который объявляет, что он хочет сражаться за Старков. Тормунд (Кристофер Хивью), Берик (Ричард Дормер) и Эдд (Бен Кромптон) прибывают в Винтерфелл и говорят Джону, что Армия мёртвых прибудет до следующего утра.
На военном совете Бран говорит, что Король Ночи будет лично искать его, вспомнив, что Король Ночи пытался убить нескольких предыдущих Трёхглазых Воронов, носителей воспоминаний человечества. Он убеждает совет позволить ему стать приманкой в Богороще, чтобы заманить Короля Ночи, который ранее оставил метку на руке Брана. Теон решает защищать Брана вместе с Железнорождёнными, а Джон и Дейенерис планируют устроить засаду Королю Ночи и уничтожить его, когда он появится. После окончания совета Тирион подходит к Брану и просит его рассказать о его приключениях с момента их последней встречи.
Миссандея (Натали Эммануэль), чувствуя себя неуютно среди Северян, предлагает Серому Червю (Джейкоб Андерсон) после окончания войны отправиться на её родину в Наат вместе с Безупречными, чтобы защищать мирный народ Наата. Джон, Сэм (Джон Брэдли) и Эдд вспоминают время, проведённое вместе в Ночном Дозоре.
Арья встречается с Псом (Рори Макканн) и спрашивает его, зачем он пришёл на Север, при этом утверждая, что он никогда ни за кого не сражался, кроме себя самого. Пёс возражает, говоря, что он сражался за неё. Затем Арья приходит к Джендри и спрашивает его, зачем он нужен был Мелисандре (Кэрис ван Хаутен). Джендри вспоминает, как она понарошку соблазнила его, чтобы пиявки высосали кровь из него, так как он является бастардом Роберта Баратеона (Марк Эдди). Арья и Джендри занимаются сексом, так как Арья хочет потерять девственность до предстоящей битвы, которую, как она считает, может не пережить.
Тирион, Джейме, Бриенна, Подрик (Дэниел Портман), Давос (Лиам Каннингем) и Тормунд сидят в зале собраний, чтобы выпить перед битвой. Начинается разговор, в ходе которого выясняется, почему женщины (особенно Бриенна) не могут быть посвящены в рыцари; Тормунд отмечает, что он без колебаний сделал бы Бриенну рыцарем, и в ответ на это Джейме посвящает Бриенну в рыцари. Она рада этому.
Джорах просит свою кузину Лианну Мормонт (Белла Рамзи) во время битвы остаться в крипте Винтерфелла, но она отказывается подчиниться. Сэм подходит к Джораху и даёт валирийский меч Дома Тарли, Губитель сердец, в качестве благодарности за то влияние, которое на него оказал отец Джораха, Джиор (Джеймс Космо).
Дейенерис навещает Джона в крипте, где он стоит перед статуей Лианны Старк. Джон говорит Дейенерис, что Сэм и Бран сказали ему о его родителях. Дейенерис сомневается в достоверности этой информации, так как она получена от брата и лучшего друга Джона. Она также отмечает, что если это правда, то Джон может претендовать на Железный Трон, косвенно намекая на потенциальный конфликт между ними. Прежде чем Джон успевает что-то сказать, их разговор прерывается тремя звуками рога, сигнализирующими о приближении Армии мёртвых.

## Производство

### Сценарий
Сценарий к эпизоду был написан «ветераном сериала» Брайаном Когманом. Это его одиннадцатый и последний эпизод в сериале. Для него «самой большой проблемой было не писать страничку Википедии». Эпизод адаптирует материал из неопубликованных романов «Ветра зимы» и «Грёзы о весне», а также оригинальный материал, неопубликованный в романах Джорджа Р. Р. Мартина.

### Съёмки
Режиссёром эпизода стал Дэвид Наттер, его второй из трёх эпизодов в этом сезоне. Наружные сцены Винтерфелла были сняты на съёмочных площадках в Маниглассе и Магераморне в Северной Ирландии, в то время как внутренние сцены были сняты в студии Paint Hall в Белфасте. Исполнительные продюсеры Дэвид Бениофф и Д. Б. Уайсс дали Мэйси Уильямс шанс решить самой, насколько обнажённым она покажет на камеру своё тело во время сцены её секса с Джендри; она же не чувствовала, что нагота Арьи находилась в центре внимания, и потому «держала себя довольно сдержанно».

### Музыка
В эпизоде присутствует песня под названием «Jenny's Song» в исполнении Подрика, в то время как многие другие персонажи пили у камина перед предстоящей битвой. Первая строка песни появилась в книге «Буря мечей»; сценаристы же дописали текст песни, в то время как композитор сериала Рамин Джавади сочинил музыку для песни. Другая версия песни, «Jenny of Oldstones», была спета группой Florence and the Machine, и она играла во время финальных титров.

## Реакция

### Рейтинги
Эпизод посмотрели 10,29 миллионов зрителей во время оригинального показа на HBO, и ещё дополнительные 5,61 миллионов зрителей на стриминговых платформах, что в целом составляет 15,9 миллионов зрителей.

### Реакция критиков
Эпизод в целом получил положительные отзывы от критиков и похвалу от многих давних комментаторов сериала. Эпизод получил рейтинг 88% на сайте Rotten Tomatoes на основе 93 отзывов, со средним рейтингом 8,41 из 10. Консенсус сайта гласит: «То, чего не хватает „Рыцарю Семи Королевств“ в повествовательном импульсе, компенсирует загадочными отсылками, интимными моментами и обещанием неминуемой битвы — хотя это может ставить терпение некоторых фанатов под испытание. Чего не сделаешь ради любви.»
Джереми Эгнер из «The New York Times» посчитал, что эпизод проделал хорошую работу по подготовке истории к кульминации в Винтерфелле, и написал: «В эту последнюю неделю перед большой битвой с Белыми Ходоками и предполагаемой резнёй, которая может повлечь за собой потерю любимых персонажей, это было напоминанием о том, что героическим тоже может быть и то, что мы делаем ради любви.» Дэвид Симс из «The Atlantic» предположил, что «зрителям не нужна была большая часть ужасного эпизода предыдущей недели», добавив, что если соединить эпизоды вместе, то получится «хороший час обслуживания фанатов», пока не наступит потенциальная смерть некоторых персонажей в следующем эпизоде. Алисса Розенберг из «The Washington Post» посчитала, что эпизод отлично смог показать различия между двумя сторонами предстоящей битвы, показывая «тёплые тела и более тёплые разговоры между нашими трагическими, красиво человеческими персонажами.» Розенберг продолжила анализировать, что апокалиптическая ситуация, стоящая перед персонажами, послужила мета-комментарием к предстоящему концу сериала, написав: «Это хитрая записка для тех из нас, кто провёл десятилетие или более с персонажами Джорджа Р. Р. Мартина, предостережение, что даже когда этот чрезвычайно захватывающий сериал закончится через несколько недель, его лучшие моменты будут жить в нас, кто любил сериал и оспаривал его. Особенно это записка сценариста и соисполнительного продюсера от Брайана Когмана — который всегда, на мой взгляд, лучше понимал, что делало „Игру престолов“ замечательной, даже лучше, чем люди, которые создали и руководили этим шоу.» Писатель Стивен Кинг поделился похвалой об этом эпизоде в своём Твиттере, написав: «Как давний рассказчик, я в восторге от того, как идеально умы, стоящие за этим шоу, собрали всех основных персонажей вместе в Винтерфелле. Они сделали это так, что это выглядит легко. Это вам не Постоянные читатели.»
Среди негативных отзывов, Лиз Шеннон Миллер из «IndieWire» раскритиковала темп эпизода и ненужные конфронтации между персонажами, а также добавила: «Проблемы, связанные с „Рыцарем Семи Королевств“, были бы меньше, если бы A) 1-й эпизод не был так посвящён расставлению деталей по полочкам и B) 8-й сезон не состоял только из шести эпизодов.»

### Награды и номинации
| Год  | Награда | Категория                                            | Номинант(ы)            | Результат | Прим.  |
| ---- | ------- | ---------------------------------------------------- | ---------------------- | --------- | ------ |
| 2019 | «Эмми»  | Лучшая актёр второго плана в драматическом сериале   | Николай Костер-Вальдау | Номинация | [ 25 ] |
| 2019 | «Эмми»  | Лучшая актриса второго плана в драматическом сериале | Гвендолин Кристи       | Номинация | [ 25 ] |